# Aktivt ordförråd
Aktivt ordförråd hos en person är de ord i personens ordförråd som den personen regelbundet använder.  Därutöver finns hos de flesta personer ett stort antal ord som de förstår men normalt inte använder, deras passiva ordförråd.